# Enriqueta Agut Armer
Enriqueta Agut Armer (Castelló de la Plana, Plana Alta, 16 de setembre de 1912 - Mèxic, 22 de juny de 1998) fou una mestra feminista i republicana valenciana. Fou secretària de l'Agrupació Femenina d'Izquierda Republicana i de l'Agrupació de Dones Antifeixistes, formà part de la redacció de la revista Pasionaria i col·laborà en l'escola d'adultes Lina Òdena.

## Biografia
Nascuda a la capital de la Plana, el seu origen marcaria la seua estima per la llengua i els costums del País. El valencià seria la seua llengua materna i la utilitzaria fins i tot en l'exili, on transmetria als seus alumnes, primer, i als seus fills i nets, després, cançons populars i contes tradicionals valencians. Filla d'un empresari de l'hostaleria, es trasllada a València (1922) on estudia Batxillerat i Magisteri, i forma part de la primera promoció del Pla Professional de València (1931-1935). Participa en l'experiència d'educació popular de Misiones Pedagógicas, i és un dels membres més destacats de la delegació valenciana, ja que organitza la de «Manzanera (Terol I)»; les de «Narboneta, Sinarcas i d'altres pobles» i «Bronchales i d'altres pobles de Terol»; i una altra, que no apareix registrada, que tornaria a Narboneta i d'altres pobles de Conca. A més, en la Setmana Pedagògica d'Ontinyent, les dona a conèixer als mestres assistents i actua per a la població. Finalitzada la carrera, després del curs de pràctiques al grup Balmes de València, fou destinada a l'escola de pàrvuls de Puçol, on exerciria fins a gener de 1936, quan seria traslladada com a agregada a la inspecció al Balmes. D'ací passaria a l'Institut d'Asistencia Social Maestro Ripoll per substituir els ordes religiosos encarregats de l'ensenyament en els establiments dependents de la Diputació.
Dona compromesa, d'estudiant va pertànyer a la FUE i, com a treballadora de l'ensenyament, al grup sindical marxista de la FETE. Políticament, seria de les Joventuts d'Izquierda Republicana i del Front Popular Femení. Amb posterioritat, radicalitzà les seues idees i seria membre del Partit Comunista (PCE) (setembre de 1936). Dotada d'una gran capacitat d'oratòria, va ser una de les oradores més actives de la València republicana, cosa que li proporcionarà el nom de la Palometa del Front Popular. La seua destacada participació en la campanya electoral a favor del Front Popular tindrà continuïtat en nombrosos mítings, actes de caràcter propagandístic i manifestacions, de les quals és una mostra la del 8 de març de 1937, quan seria la portaveu de les dones davant del Govern Civil.
Després de contraure matrimoni amb Rómulo García Salcedo, el 1938 es traslladà a Gualba, on abandonà les tasques polítiques. En febrer de 1939, embarassada, travessa la frontera pels Pirineus. Dona a llum en Grenoble i s'embarca, pocs dies després, amb la seua filla Adela, el seu marit, i el seu germà, el pintor Pepe Agut, cap a Mèxic en el Sinaia, vaixell disposat pel govern mexicà de Lázaro Cárdenas del Río, per tal de proporcionar asil polític als derrotats de la Guerra Civil. Mentrestant, s'encetava el seu procés de depuració com a funcionària del Magisteri, que conclouria, malgrat la seua indefensió, amb la sanció d'expulsió per l'article 171, per l'abandó del lloc de treball.
A Mèxic abandonarà tota activitat professional i es dedicarà a la cura de la família, que es veurà augmentada amb un fill (Rómulo) i una filla més (Ketty). Després d'un breu període en el PCE, deixarà la militància política, encara que mantindrà bones relacions amb els exiliats, on destaca la seua amistat amb la pintora Manolita Ballester i la pediatra Mercedes Maestre. El 1986 tornà a València, però no va voler quedar-s'hi, i retornà a Mèxic on moriria.

## Carrer dedicat a la ciutat de València
Al mes de gener de 2016 el Consell per la Dona i per la Igualtat de l'Ajuntament de València va decidir dedicar-li un carrer junt a altres 43 dones que no han tingut l'oportunitat d'obtindre el reconeixement al llarg de la història. L'Ajuntament de València li ha dedicat un carrer amb el seu nom.